# 丹霞嶂崖居
27°40′47″N 117°57′53″E / 27.67969°N 117.96478°E
丹霞嶂崖居位于中国福建省武夷山市武夷山风景名胜区水帘洞景区，2005年被列为福建省文物保护单位。
丹霞嶂在水帘洞西南的章堂涧中部，是一座东西向的山峰，其北面临涧，为悬崖峭壁，悬崖中有四个天然形成的岩洞，东高西低，连成一串。东端第一洞最大，长30余米，宽约18米，高6余米；第二洞长约20米，宽约11米，高约6米；第三洞长约25米，宽约12米，高约5米；第四洞长约10米，宽约3米，高约3米。四洞总长110余米。清咸丰年间，崇安城南乡绅为避太平军，在此地择险而居，洞口以木制栏杆围护，洞内砌斗砖隔墙，各洞之间以木梯相连，东端有垂直木梯可通往山后小路，西端最低处装有4部木质绞车（辘轳）可直接到达悬崖底部。当地俗称木质绞车为“天车”，故将此处崖居遗构称为“天车架”。在第一洞内有摩崖石刻：“北斗峰旁有铸钱场焉，岩超壁立，虽戎马纷来，终攀援莫上。时发逆扰崇，予乃择险至此。架天车、开旷石、接泉饮、具门户。厕居深广各计五丈有奇。生今世以为予乐土，后之人亦谁乎？予所爰泐石而为之记。大清咸丰丁巳七年季春月，崇邑城南衷沂溪新镌。”这段文字说明了这处崖居遗构的年代、居住者以及居住原因。
武夷山风景区山北龙井坑金鸡洞还有一处古崖居遗构，建筑规模更小，但其奇险则更胜。岩洞距地面约70～80米，距崖顶约40米，洞口用墙封住，与丹霞嶂的木构围栏不同。